# امانوئل مکرون
امانوئل ژان-میشل فردریک مَکْرون (فرانسوی: Emmanuel Jean-Michel Frédéric Macron‎; فرانسوی: [ɛmanɥɛl makʁɔ̃]؛ زادهٔ ۲۱ دسامبر ۱۹۷۷) بانکدار سابق و سیاستمدار فرانسوی است که از مه ۲۰۱۷ به‌عنوان رئیس‌جمهور فرانسه فعالیت می‌کند.
او متولد آمین است؛ در دانشگاه پاریس غربی نانتر فلسفه خواند و در سال ۲۰۰۴ از مدرسه ملی اداری فارغ‌التحصیل شد. او بازرس مالیه، سربازرس مالی فرانسه و سپس در بانک روتشیلد و شرکا، بانکدار سرمایه‌گذاری شد. مکرون که از سال ۲۰۰۶ تا ۲۰۰۹ عضو حزب سوسیالیست بود در سال ۲۰۱۴ در کابینه دوم والس به عنوان وزیر اقتصاد، صنعت و امور دیجیتال فرانسه منصوب شد. او در ۳۰ اوت ۲۰۱۶، به منظور رقابت به عنوان یک لیبرال اجتماعی در انتخابات ریاست جمهوری ۲۰۱۷ استعفا داد. مکرون در ۱۶ نوامبر ۲۰۱۶ رقابت خود را به عنوان نامزد حزب مستقل آن مارشه! برای انتخابات اعلام کرد. پس از برگزاری دور اول انتخابات، او به دور دوم رسید که در نهایت با کسب بیش از شصت و شش درصد آرا به عنوان رئیس‌جمهور جدید فرانسه برگزیده شد.
مکرون در انتخابات ریاست جمهوری ۲۰۲۲ برای دومین بار به عنوان رئیس‌جمهور فرانسه انتخاب شد. پس از بیست سال، او اولین رئیس‌جمهوری است که دوبار به ریاست جمهوری برگزیده شده است.

## رئیس‌جمهور فرانسه

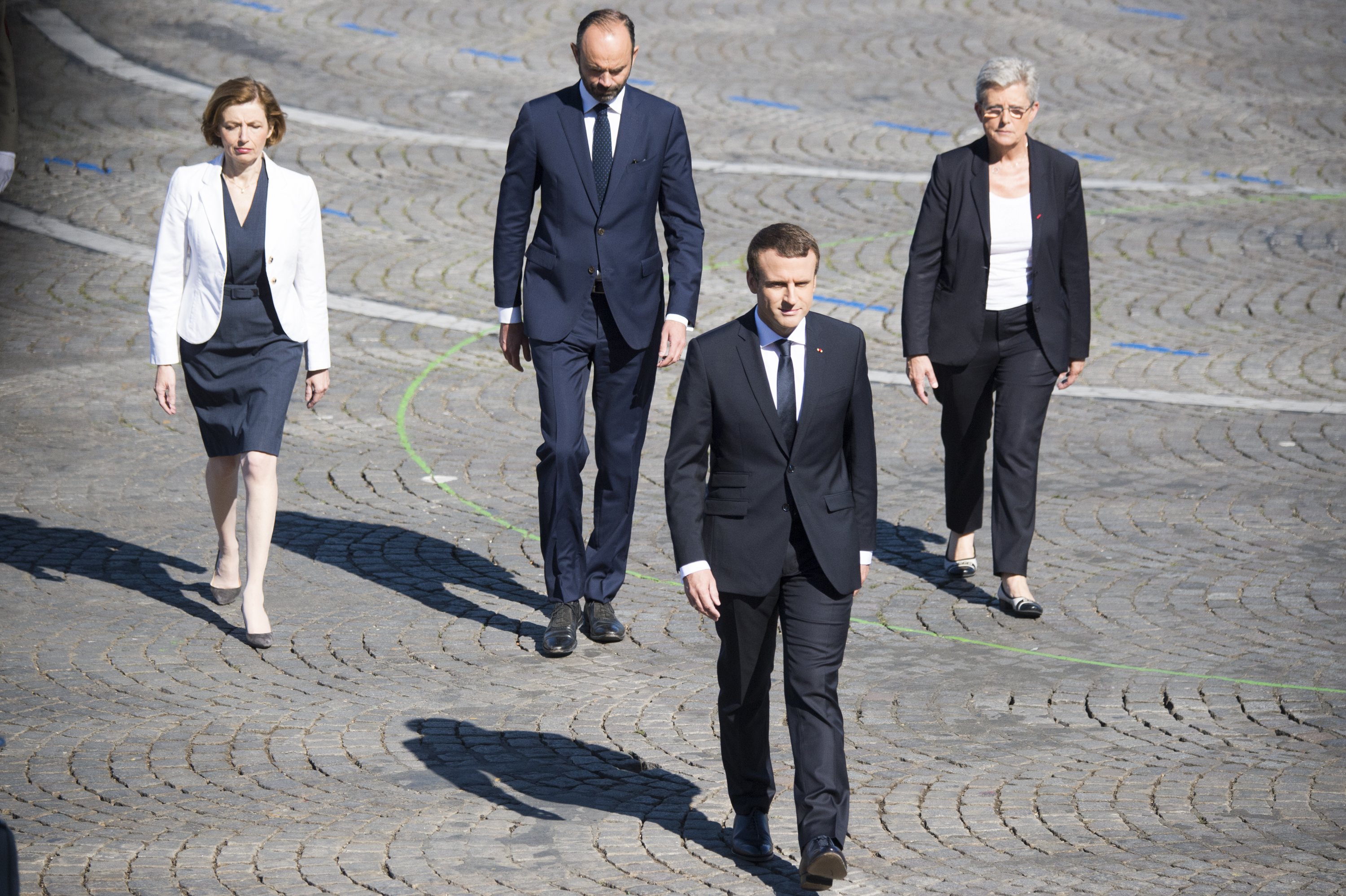
مکرون در مراسم روز باستیل

مکرون پس از برگزاری دور نخست انتخابات ریاست‌جمهوری فرانسه در ۲۳ آوریل ۲۰۱۷ به دور دوم رسید. او در دور دوم انتخابات ریاست‌جمهوری فرانسه (۲۰۱۷) در ۷ مه، با نتیجهٔ قاطع برنده شد و بر نامزد جبههٔ ملی، مارین لو پن غلبه کرد. او در ۳۹ سالگی جوان‌ترین رئیس‌جمهور تاریخ فرانسه و جوان‌ترین رئیس کشور فرانسه از زمان ناپلئون بناپارت لقب گرفته است. او همچنین نخستین رئیس‌جمهور فرانسه است که بعد از تأسیس جمهوری پنجم فرانسه (در ۱۹۵۸) متولد شده است.
حزب مکرون در انتخابات مجلس فرانسه (۲۰۱۷)، با کسب ۳۵۰ کرسی از مجموع ۵۷۷ کرسی، به اکثریت دست یافت.

### سیاست داخلی
مکرون در نخستین ماه‌های ریاست‌جمهوری، بسته‌ای از اصلاحات بازار کار را برای تصویب ارائه کرده است. بر اساس طرح او ۱۲۰٬۰۰۰ شغل از بخش دولتی فرانسه حذف شده و شرکت‌های فرانسوی از انعطاف‌پذیری بیشتری از نظر ساعت کار و پرداخت‌ها برخوردار خواهند شد. اصلاحات مکرون با مقاومت سندیکاها مواجه شده‌اند.

### سیاست خارجی و دفاعی
مکرون در ۲۵ مهٔ ۲۰۱۷ در اجلاس ۲۰۱۷ بروکسل، که نخستین اجلاس ناتو در دورهٔ ریاست‌جمهوری‌اش بود، شرکت کرد و برای نخستین بار با دونالد ترامپ، رئیس‌جمهور ایالات متحدهٔ آمریکا، دیدار کرد.

## مواضع سیاسی

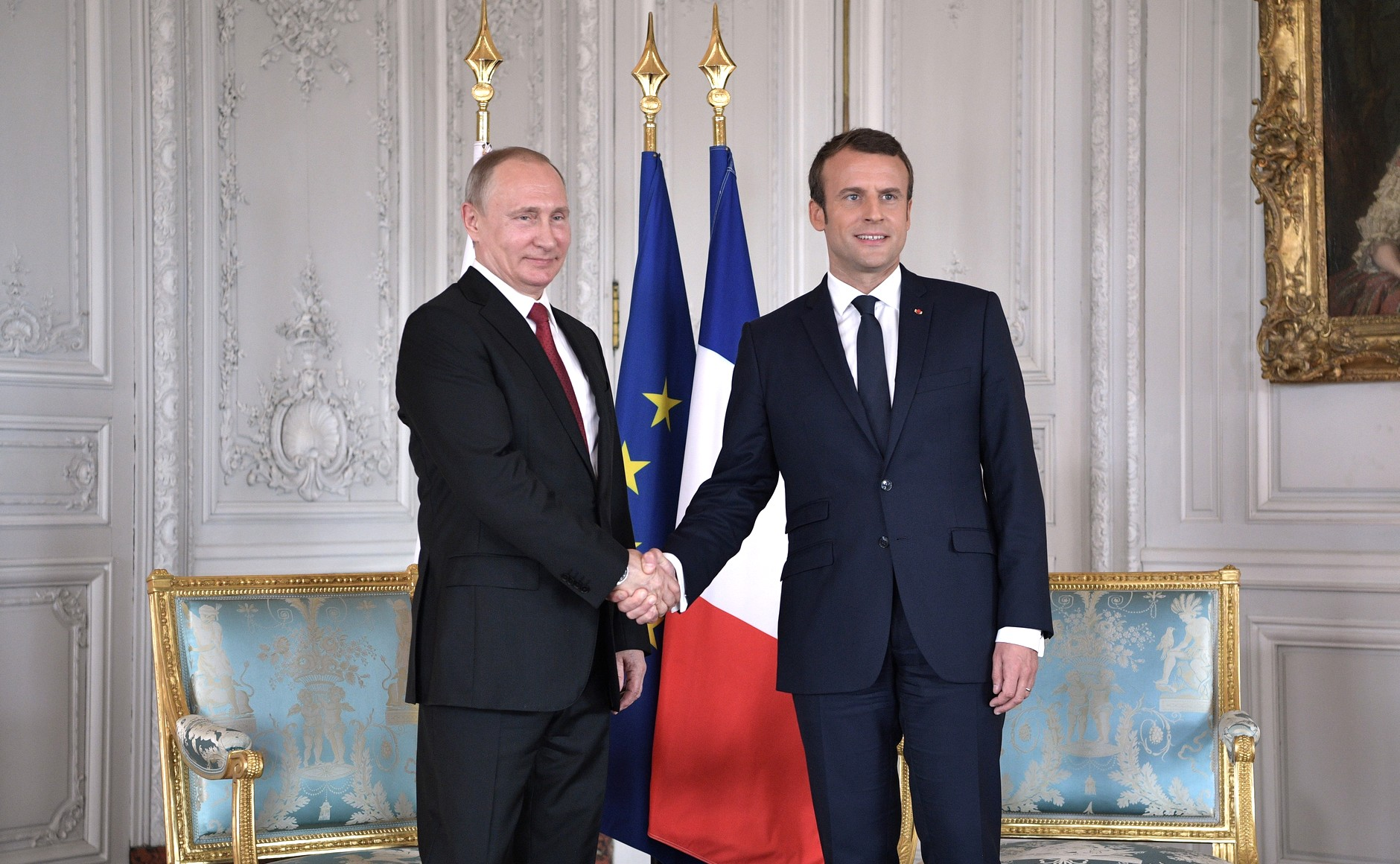
امانوئل مکرون و ولادیمیر پوتین، کاخ ورسای، پاریس، سال ۲۰۱۷.

برخی ناظران مکرون را لیبرالیسم اجتماعی و برخی دیگر او را یک سوسیال دموکرات توصیف کرده‌اند. او هنگام حضور در حزب سوسیالیست، (سال‌های ۲۰۰۶ تا ۲۰۰۹) از جناح راست حزب حمایت می‌کرد، که گرایش سیاسیشان با سیاست‌های «راه سوم» که بیل کلینتون، تونی بلر و گرهارد شرودر آن را به پیش می‌بردند مرتبط بود، و سخنگوی کلیدیشان نخست‌وزیر مانوئل والس بود. وی از ۲۰۱۲ تا ۲۰۱۴ نیز در دولت اول فرانسوا اولاند معاون دبیرکل کاخ الیزه بود.

### اقتصاد
مکرون از بازار آزاد و کاستن از کسری بودجه مالیه عمومی دفاع کرده است. او علناً در گفتگویی با لوموند در سال ۲۰۱۵ خود را لیبرال توصیف کرد. او افزود که «نه راست و نه چپی» است و از «یک همبستگی دسته جمعی» حمایت می‌کند. او در بازدیدی از وانده در اوت ۲۰۱۶ گفت: «راستگویی مجبورم می‌کند بگویم سوسیالیست نیستم.» او گفت به این دلیل بخشی از دولت چپ بوده که می‌خواسته «به منافع عمومی کمک کند». او در کتابش در ۲۰۱۶ خود را هم چپگرا و هم لیبرال توصیف می‌کند.

### سیاست خارجی
مکرون به طرز مجادله برانگیزی استعمار فرانسه بر الجزایر را به عنوان «جنایت علیه بشریت» محکوم کرد. او گفت این بخشی از گذشته ایست که باید بابت آن از کسانی که ما این اعمال را علیه‌شان انجام دادیم عذر بخواهیم. این مخالفت باعث پایین رفتن مکرون در نظرسنجی‌ها شد.
او می‌گوید فرانسه در قبال سوریه به سیاست متوازن تری از جمله گفتگو با بشار اسد نیاز دارد. به هر روی او در آوریل ۲۰۱۷ از سیاست‌های مداخله جویانه همچون اقدام نظامی حمایت کرد.
او از ادامه یافتن سیاست‌های رئیس‌جمهور اولاند در خصوص اسرائیل حمایت می‌کند، با جنبش بایکوت، عدم سرمایه‌گذاری و تحریم اسرائیل مخالف است، و از بیان موضع در قبال دولت فلسطین خودداری کرده است.

### اتحادیه اروپا
امانوئل مکرون را برخی یوروفیل و فدرالیست خوانده‌اند. ولی او خود را نه اروپاگرا، نه شکاک نسبت به اروپا و نه فدرالیست به معنای کلاسیک آن معرفی می‌کند. حزب او اصلی‌ترین حزب حامی اتحادیه‌اروپا در فرانسه است.
امانوئل مکرون در سخنرانی اخیر خود به اتحادیه‌اروپا اخطار داد که یا باید اصلاحاتی را پذیرا باشند یا درغیر این صورت با احتمال «فرگزیت» (خروج فرانسه از اتحادیه اروپا) روبرو شوند. خروج بریتانیا از این اتحادیه به «برگزیت» مشهور شد.

### مهاجرت
برخلاف بسیاری از سیاستمداران از جمله نخست‌وزیر سابق مانوئل والس، مکرون از سیاست درهای باز در قبال مهاجرین و پناهندگان همانند آنچه آنگلا مرکل در آلمان پی گرفت حمایت می‌کند.

### سکولاریسم
مکرون حامی اصل سکولاریسم (لائیسیته) است. او همچنین گفته است «ما وظیفه داریم بگذاریم همگان با کرامت دین خود را داشته باشند.»
او اظهار داشته که «سکولاریسم طراحی نشده تا مروج یک دین جمهوری باشد» و در پاسخ به نظرات مانوئل وال و ژان-پیر شونمان در خصوص حضور اسلام در جامعه فرانسه این را که دین ورزی شهروندان نباید متظاهر و هویدا باشد محکوم کرده و بیان داشته «سابقه‌های تاریخی که ما در امور مذهبی خواستار عدم جلب توجه شدیم افتخاری نصیب جمهوری نکرد.»
در ۲ اکتبر ۲۰۲۰، او از برنامه ای به منظور دفاع از ارزش‌های سکولار فرانسه در برابر آنچه او «رادیکالیسم اسلامی» خواند رونمایی کرد. او گفت اسلام در سراسر جهان در بحران است که اعتراض فعالان مسلمان را برانگیخت. او اعلام کرد دولت در دسامبر طرحی را به منظور تقویت قانون ۱۹۰۵ که رسماً دین را از دولت جدا می‌کند ارایه خواهد کرد. پس از قتل ساموئل پتی، او از کاریکاتورهای محمد در مجله شارلی ابدو دفاع کرد که با اعتراض بیشتر مسلمانان مواجه شد. بسیاری از مسلمانان خواهان تحریم کالاهای فرانسوی در کشورهایشان شدند در حالی که رهبران اروپایی از او حمایت کردند.

### اعتراضات در ایران
امانوئل مکرون در روز جمعه ۲۰ آبان ماه ۱۴۰۱، در کاخ الیزه با مسیح علی‌نژاد و رؤیا پیرایی، لادن برومند و شیما پیرایی دختر مینو مجیدی از دیگر فعالان ایرانی حقوق زنان دیدار کرد.وی خیزش جاری در ایران را انقلاب خواند که واکنش سخنگوی وزارت خارجه نظام جمهوری اسلامی را در پی داشت.او بعد تر با تماسی تلفنی از رئیس‌جمهوری ایران به دلیل این اظهارات و ملاقات‌ها عذرخواهی کرد اما از او خواست که این عذرخواهی رسانه ای نشود که در نهایت ایران این عذرخواهی را رسانه ای کرد.

## انتقادات

### تظاهرات علیه امانوئل مکرون

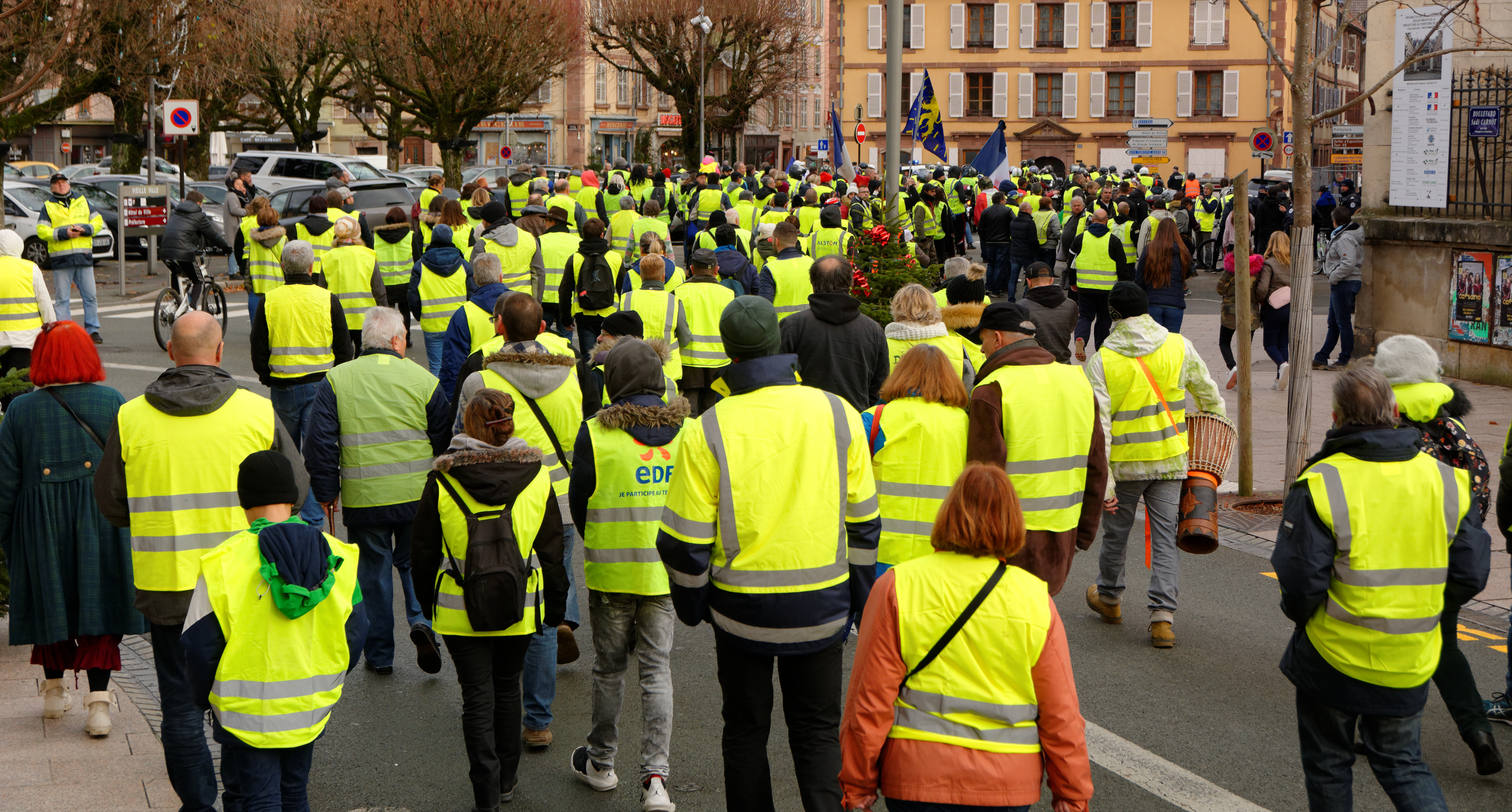
تجمع اعتراضی جلیقه زردها در بلفور، ۱ دسامبر ۲۰۱۸.

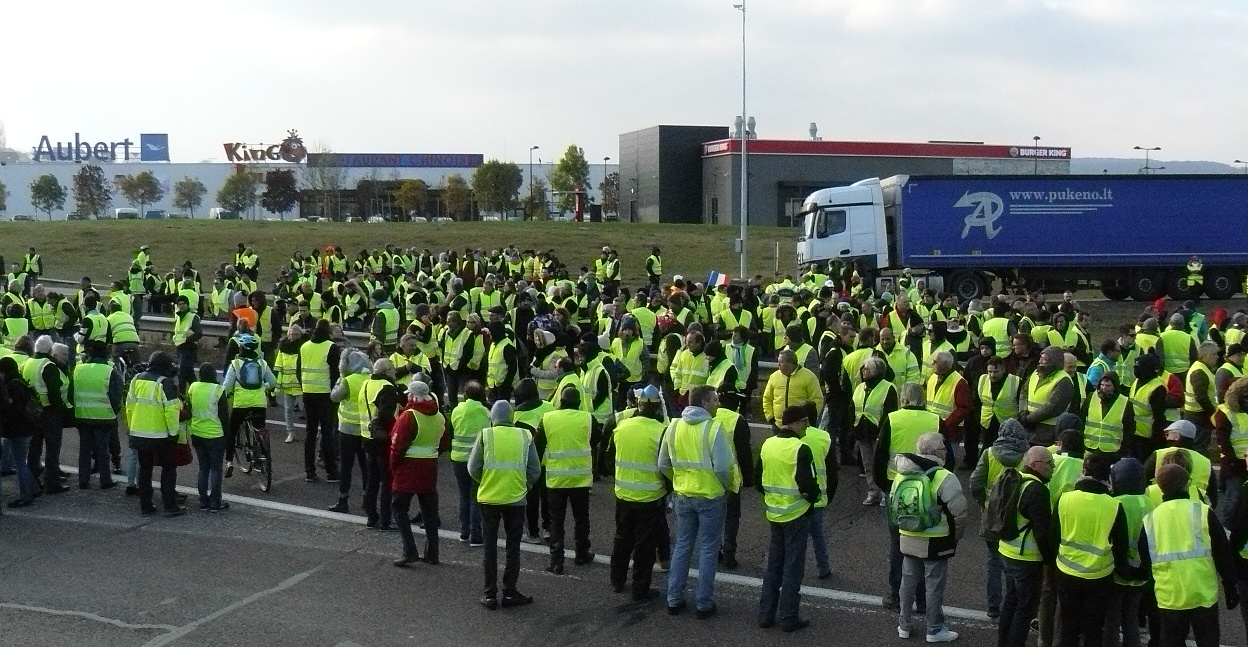
تجمع «جلیقه زردها» در یک میدان شهر وزول، اوت-سون.

تظاهرات علیه امانوئل مکرون یک سری از تظاهرات است که پس از اعلام برنده شدن امانوئل مکرون در انتخابات ریاست‌جمهوری فرانسه (۲۰۱۷) در ۷ مارس سال ۲۰۱۷ آغاز شده است. این اعتراضات به‌طور عمده توسط اتحادیه‌های کارگری و فعالان جناح چپ در مخالفت با سیاست‌های نئولیبرالی امانوئل مکرون پشتیبانی در دیدارهای دولتی توسط دیگر رهبران، مواضع او در اصلاح قانون کار و نظرات مختلف یا سیاست‌های پیشنهادی او پس از رئیس‌جمهور شدن صورت پذیرفته است.
به گفته سازمان عفو بین‌الملل وضعیت اضطراری که از زمان حملات نوامبر ۲۰۱۵ پاریس برقرار بود، به همراه نیروهای اضطراری که برای سرکوب تظاهرات استفاده می‌شوند، ۵۷۴ بار به منظور متوقف کردن تظاهرات مربوط به اصلاحات قانون کار مورد استفاده قرار گرفته‌اند.
اعتراضات «جلیقه‌زردها»
موج جدید اعتراضات علیه سیاست‌های دولت امانوئل مکرون از روز شنبه ۱۷ نوامبر ۲۰۱۸ در اعتراض به تصمیم دولت به افزایش قیمت سوخت از سر گرفته شد. معترضان موسوم به «جلیقه‌زردها» در این روز بزرگ‌ترین بسیج عمومی‌شان متشکل از حدود ۲۸۷ هزار نفر را در ۲۰۳۴ منطقه در خیابان‌ها و جاده‌ها تشکیل دادند. با ادامه این اعتراضات در هفته بعد تجمعی ۸۱ هزارنفری در روز شنبه ۲۴ نوامبر توسط «جلیقه‌زردها» در خیابان شانزه‌لیزه به سمت کاخ ریاست‌جمهوری صورت گرفت. در این روز برخی معترضان سرود ملی فرانسه را می‌خواندند و عده‌ای دیگر با دزد خطاب‌کردن ماکرون در شعارهایشان، خواستار استعفای او از ریاست جمهوری فرانسه شدند. پلیس فرانسه که ۳۰ هزار تن از نیروهایش در پاریس را به حالت آماده‌باش درآورده بود، در درگیری با معترضان از گاز اشک‌آور و ماشین‌های آب‌پاش استفاده کرد. اعتراضات جلیقه‌زردها در فرانسه تا روز ۲۲ دسامبر، در مجموع ۱۰ کشته برجای گذاشته و طی آن ۴۳ هزار تن از جمله ۲۲۲ نیروی امنیتی زخمی و همچنین حدود ۴ هزار و ۳۴۱ نفر بازداشت شده‌اند.

## زندگی شخصی
مکرون با بریژیت تروینو که ۲۴ سال از او بزرگ‌تر است و در دبیرستان لا پروویدانس در آمین معلم او بوده ازدواج کرده است. این زوج نخستین بار وقتی مکرون ۱۵ ساله و شاگرد تروینوی ۴۰ ساله بود یکدیگر را ملاقات کردند و زمانی که مکرون ۱۸ ساله شد وارد رابطه شدند.
والدین او ابتدا سعی کردند با فرستادن او به پاریس برای اتمام سال آخر مدرسه این زوج را از هم جدا کنند چرا که فکر می‌کردند جوانی او این رابطه را نامناسب کرده، ولی این زوج پس از فارغ‌التحصیلی او با هم ماندند و در سال ۲۰۰۷ ازدواج کردند.
این زوج هم‌اکنون با سه فرزند تروینو از ازدواج قبلیش زندگی می‌کنند. مکرون از خود فرزندی ندارد.

## مدال‌ها و افتخارات

### افتخارات ملی
| تصویر مدال | نوع افتخار                                       | تاریخ و توضیح                                           |
| ---------- | ------------------------------------------------ | ------------------------------------------------------- |
|            | گرند مستر و گرند کراس ملی فرمانده از لژیون دونور | ۱۴ مه ۲۰۱۷ – به صورت خودکار پس از تصدی پست ریاست جمهوری |
|            | گرند مستر و گرند کراس از مدال ملی لیاقت          | ۱۴ مه ۲۰۱۷ – به صورت خودکار پس از تصدی پست ریاست جمهوری |